# Fritz Landertinger
Fritz Landertinger   (Krems an der Donau, 26 de febrer de 1914 - Schlüsselburg, 18 de gener de 1943) fou un piragüista austríac que va competir durant la dècada de 1930.
El 1936 va prendre part en els Jocs Olímpics de Berlín, on guanyà la medalla de plata en la prova del K-1, 10.000 metres del programa de piragüisme.
Va morir en acció de guerra al Front Oriental durant la Segona Guerra Mundial.